# Curino
Curino er en comune (kommune) i Biella i den italienske region Piemonte, lokaliseret omkring 70 km nordøst for Turin og omkring 12 km nordøst for Biella. Den 31. December 2004, havde byen et indbyggertal på 480 og et areal på 21.4 km².
Pray grænser op til følgende kommuner: Brusnengo, Casapinta, Crevacuore, Masserano, Mezzana Mortigliengo, Pray, Roasio, Soprana, Sostegno, Trivero, Villa del Bosco. Postnummeret for byen er 13060, og områdekoden er 015.